# Ехсан Хаџсафи
Ехсан Хаџсафи (перс. احسان حاج‌صفی‎‎, латинизовано: ; Кашан, 25. фебруар 1990) професионални је ирански фудбалер који примарно игра у одбрани на позицији левог бека, али се одлично сналази и на позицији дефанзивног везног играча.
Специјализовани фудбалски сајт Goal.com прогласио је 2009. Хаџсафија за најперспективнијег младог играча у Азији.

## Клупска каријера
Хаџсафи је рођен у граду Кашану у Исфаханској покрајини. Фудбалом је почео да се бави као десетогодишњи дечак играјући за екипу Зоб Ахан из Исфахана, а када му је било 16 година прешао је у редове екипе Сепахана, једног од најбољих иранскиих клубова. Тадашњи главни тренер првог тима Лука Боначић приметио је га је у омладинском тиму и убрзо га прекомандовао у сениорски састав за који почиње да игра већ током 2007. године. Током пролећног дела сезоне 2006/07. одиграо је 8 утакмица за први тим, да би већ наредне сезоне постао стандардни првотимац. Одиграо је и обе утакмице за свој тим на Светском клупском првенству 2007. године, а играо је такође и на утакмицама Азијске лиге шампиона те сезоне.
У дресу екипе Сепхана играо је пуних 9 сезона, одигравши у свим такмичењима 260 утакмица, уз учинак од 31 постигнутог гола. У том периоду са тимом је освојио и три титуле националног првака и два пехара намењена победнику националног купа. У два наврата, током сезона 2011/12. и 2012/13. играо је као позајмљен играч у екипи Трактора из Табриза, а екипа Трактора је сезону 2011/12. завршила на другом месту на првенственој табели, што је био најбољи резултат у историји клуба.
У август 2015. одлази у Немачку где као слободан играч потписује двогодишњи уговор са друголигашем Франкфуртом, за који дебитује већ 13. септембра у првенственој утакмици против Брауншвајга. Први погодак у лиги постиже у ремију 3:3 са екипом Дуизбурга играном 2. марта 2016. године. Како је екипа Франкфурта те сезоне испала из „Цвајте” у нижи ранг руководство клуба је раскинуло уговор са Хаџсафијем, који се потом као слободан играч враћа у матични Сепхан.
Након још једне сезоне у иранској лиги, у јуну 2017. одлази у Грчку и потписује двогодишњи уговор са Паниониосом из Атине, поставши тек трећим иранским играчем који је заиграо за тај атински клуб. Први меч за грчки клуб уједно је била и његова прва утакмица у европским такмичењима. Била је то утакмица последњег кола квалификација за Лигу Европе против словеначке Горице играна 20. августа 2017. године. Захваљујући доста добрим играма у дресу Паниониоса већ током зимског прелазног рока исте сезоне прелази у атинског великана Олимпијакоса за суму од 600.000 евра. Уговор је потписан на три и по године, за годишњу плату од 400.000 евра.

## Репрезентативна каријера
Пре дебија за сениорски тим, Хаџсафи је играо за све млађе репрезентативне селекције Ирана. За сениорску репрезентацију Ирана дебитовао је 25. маја 2008. у пријатељској утакмици са селекцијом Замбије. Први погодак у репрезентативном дресу постигао је на утакмици Западноазијског првенства против Катара, играној 11. августа 2008. године. Прво велико такмичење на ком је заиграо било је Азијско првенство 2011. на ком је одиграо све четири утакмице за свој тим.
Уочи Светског првенства 2014. у Бразилу додељена му је улога капитена националног тима. У Бразилу је одиграо све три утакмице за репрезентацију Ирана који је ипак елиминисан у групној фази такмичења. Наредне године играо је на Азијском првенству у Аустралији.
Селектор Карлос Кејроз уврстио га је на списак играча за Светско првенство 2018. у Русији, где је одиграо све три утакмице у групи Б.
Фудбалски савез Ирана избацио је Хаџсафија из репрезентације 10. августа 2017. због чињенице да је као играч Паниониса играо утакмицу против израелског Макабија из Тел Авива, пошто је по иранским законима сваки контакт са Израелцима строго забрањен. Суспензија му је укинута неколико дана касније након јавног извињења нацији.

### Голови за репрезентацију
| №  | Датум              | Место     | Ривал             | Гол. | Рез. | Такмичење                     |
| -- | ------------------ | --------- | ----------------- | ---- | ---- | ----------------------------- |
| 1. | 11. август 2008.   | Техеран   | Катар             | 4:1  | 6:1  | Првенство Западне Азије 2008. |
| 2. | 28. децембар 2009. | Доха      | Катар             | 2:2  | 2:3  | Катарски турнир пријатељства  |
| 3. | 8. јун 2014.       | Сао Паоло | Тринидад и Тобаго | 1:0  | 2:0  | Пријатељска утакмица          |
| 4. | 11. јануар 2015.   | Мелбурн   | Бахреин           | 1:0  | 2:0  | АФК азијски куп 2015.         |
| 5. | 24. март 2016.     | Техеран   | Индија            | 1:0  | 4:0  | Квалификације за СП 2018.     |
| 6. | 24. март 2016.     | Техеран   | Индија            | 3:0  | 4:0  | Квалификације за СП 2018.     |

## Успеси и признања
ФК Сепахан
- Првенство Ирана (3): 2009/10, 2010/11, 2014/15.
- Куп Ирана (3): 2005/06, 2006/07, 2012/13.